# Duarte Félix da Costa
Duarte Maria Ortigão Ramos Félix da Costa (Lisboa, 31 de Maio de 1985) é um automobilista português.

## Carreira
Filho de Miguel Maria Félix da Costa (18 de Abril de 1952) e de sua primeira mulher Vera Maria Pereira Coutinho Ortigão Ramos (12 de Outubro de 1959 - Sintra, 12 de Março de 1988), trineta de José Duarte Ramalho Ortigão e trineta e sobrinha-trineta do 5.º Marquês de los Soidos, e irmão de Diana Ortigão Ramos Félix da Costa (Lisboa, 28 de Fevereiro de 1983), e meio-irmão de António Félix da Costa, Duarte Félix da Costa é actualmente um dos jovens valores seguros da nova geração “pós Pedro Lamy”, depois de em 2007 se ter estreado em competições de turismos na Supercopa Leon, onde foi o melhor rookie. (9º da classificação geral entre mais de 50 pilotos).
Em 2003, depois de vencer o Concurso “Estrelas do Amanhã”, passa a piloto Team Portugal, designação do projecto dinamizado pela Fundação Luís Figo que visa apoiar jovens talentos no mundo dos automóveis.
Félix da Costa saiu directamente da escola do karting para enfrentar o tão competitivo Campeonato Britânico de Formula BMW em 2004 e 2005, tendo-se cotado como um dos pilotos mais rápidos em pista, conquistando o título de Campeão por equipas. Em 2006 o piloto de Cascais participou no super competitivo Eurocup Formula Renault 2.0, assim como no (NEC) - Campeonato Norte Europeu.
Em 2008 Duarte irá disputar 2 campeonatos; a Supercopa Espanhola (18 corridas) e, em ambiente de estreia, a Seat Leon Eurocup (12 corridas), com transmissões em directo no canal Eurosport, onde acompanhará
sempre as corridas na Europa do mediático calendário do WTCC (World Touring Car Championship).

## Conquistas
2009 - Campeonato de Portugal de Circuitos (PTCC)
- 1º lugar no circuito de Braga[3]

2007 – Supercopa Leon
- 9º classificado geral na Supercopa Leon Espanhola
- 1 pole position, 1 podium. Melhor rookie Supercopa Seat Leon Espanhola.

2006 – Formula Renault 2.0
- Campeonato Eurocup Formula Renault 2.0
- Campeonato Norte Europeu Formula Renault 2.0 – 1 volta mais rápida e uma pole position.

2005 – Formula BMW
- 9º classificado Formula BMW Britânico
- 1 podium e 2 voltas mais rápidas.

2004 – Formula BMW
- Campeão por equipas Formula BMW Britânica
- Campeonato Formula BMW Britânico
- Teste Formula 3

2003 – Karting (Categoria Intercontinental A + Formula A)
- Vencedor Coppe de la Ville/França
- Vencedor Programa “Estrelas do Amanhã” disputado entre os 10 melhores pilotos nacionais / Piloto Team Portugal 2004
- 2º Classificado Open Masters 2003 Internacional (Pomposa–Itália)
- 14º Classificado Final Campeonato da Europa (300 pilotos)
- Campeonato do Mundo (Formula A)

2002 – Karting (Categoria Intercontinental A)
- Vencedor 4 corridas de Qualificação do Campeonato da Europa
- 3º Classificado Taça de Portugal (pole position)
- Final do Campeonato Europeu
- Open Masters 2002 Internacional (Itália)

2002 – Karting (Categoria Intercontinental A)
- Vencedor 4 corridas de Qualificação do Campeonato da Europa
- 3º Classificado Taça de Portugal (pole position)
- Apurado para a finais do Campeonato Europeu
- Open Masters 2002 Internacional (Itália)

2001 – Karting (Categoria Intercontinental A)
- Campeonato Nacional – 1 vitória
- 4º Classificado Taça de Portugal Campeonato Europeu

2000 – Karting (Categoria Junior)
- 4º Classificado Campeonato Nacional
- Campeonato Europeu

1999 – Karting (Categoria Junior)
- Campeonato Nacional

1998 – Karting (Categoria Super Cadete)
6º Classificado Campeonato Nacional
1997 – Karting (Categoria Super Cadete)
- 7º Classificado Campeonato Nacional, Melhor Roockie Campeonato Nacional

1996 – Karting (Categoria Cadete)
3º Classificado Troféu de Évora
1995 – Karting (Categoria Cadete)
- 4º Classificado Troféu de Évora